# Alexandre Despatie
Alexandre Despatie (Montréal, 8 giugno 1985) è un tuffatore canadese.
È stato campione del mondo nel trampolino da 1 metro e 3 metri, e primo ad aver vinto un titolo mondiale in 3 diverse categorie (trampolino sia da 1 che da 3 metri e piattaforma da 10 metri).

## Biografia
Cominciò a praticare tuffi a 5 anni e a soli 13, vincendo nel 1998 i Giochi del Commonwealth a Kuala Lumpur, entrò nel Guinness dei primati. Cosa ancora più importante fu che come voto prese un 10. Dopo un quarto posto olimpico a Sydney 2000 ed un argento a mondiali di Fukuoka del 2001 nella piattaforma da 10 metri, a loro volta seguiti da un oro a Manchester nei Giochi del Commonwealth 2002 nel trampolino da 3 metri, nel 2003 a Barcellona s'aggiudicò l'oro nella piattaforma da 10 metri.
Alle Olimpiadi di Atene del 2004 ha vinto la medaglia d'argento nella dal trampolino 3 metri.
Ai Campionati mondiali di nuoto 2005, svoltisi proprio a Montréal, ha ottenuto due ori, nel trampolino da 1 e da 3 metri; l'anno dopo a Melbourne ha difeso il titolo del Commonwealth nel trampolino da 1 e da 3 metri, oltre a vincere il concorso sincronizzato da 3 metri insieme ad Arturo Miranda. Nella piattaforma da 10 metri ha vinto il bronzo.
Sempre con Miranda nel 2007 si è aggiudicato l'argento ai mondiali e poi lo stesso metallo da solo nel trampolino da 3 metri.
Nel 2008 alle Olimpiadi di Pechino ha vinto l'argento nella prova dal trampolino 3 metri confermando il risultato di Atene 2004. Nella finale, disputata al Centro Acquatico Nazionale, ha totalizzato con 536,65 chiudendo alle spalle del cinese Chong He (572,90).
Ai mondiali di Roma del 2009 ha vinto due bronzi nel trampolino da tre metri, nella gara del sincro, in coppia con Reuben Ross, e nel concorso individuale.
Nel 2018 è stato inserito nel Canada's Sports Hall of Fame.

## Palmarès
- Olimpiadi

Atene 2004: argento nel trampolino 3 m.
Pechino 2008: argento nel trampolino 3 m.
- Mondiali

Fukuoka 2001: argento nella piattaforma 10 m.
Barcellona 2003: oro nella piattaforma 10 m.
Montreal 2005: oro nel trampolino 1 m e nel trampolino 3 m.
Melbourne 2007: argento nel trampolino 3 m e nel sincro 3 m.
Roma 2009: bronzo nel sincro 3 m e nel trampolino 3 m.
- Giochi del Commonwealth

Kuala Lumpur 1998: oro nella piattaforma 10 m.
Manchester 2002: oro nel trampolino 1 m e nel trampolino 3 m, bronzo nella piattaforma 10 m.
Melbourne 2006: oro nel trampolino 1 m, nel trampolino 3 m e nel sincro 3 m, bronzo nella piattaforma 10 m.
Delhi 2010: oro nel trampolino 1 m, nel trampolino 3 m e nel sincro 3 m.
- Vincitore della Coppa del Mondo del trampolino 3m nel 2004